# EE-T1 Osório
EE-T1 Osório je prototip brazilskog glavnog borbenog tenka. Nasljednik je ranijeg prototipa Bernardini MB-3 Tamoyo tenka. EE-T1 Osório je razvila tvrtka Engesa uz potporu brazilske vlade s namjerom prodaje tenka arapskim i afričkim zemljama kako bi se pokrio trošak razvoja tako da tu cijenu ne bi trebala plaćati brazilska vojska. Konstruirana su dva prototipa, prvi nazvan EE-T1 Osório 1984. i drugi nazvan EE-T2 Osório 1985. godine. No, zbog političkih događanja u to vrijeme (Zaljevski rat) i politički pritisak SAD-a doveo je do prekida razvoja i odustajanja od proizvodnje.

## Politički razlozi
Brazil je tijekom srednjih 1980-ih postao jedan od vodećih proizvođača i šesti najveći izvoznika oružja u svijetu. Iako je postojalo 500 tvrtki koje su izrađivale oružje za defanzivne zadaće u Brazilu, tri su velike tvrtke bile najviše zaslužne za izvoz: u zrakoplovstvu tvrtka Embraer, u oklopnim vozilima tvrtka Engesa i u projektilima Avibras. Engesa je bila dobro pozicionirana da iskoristi prednost Brazila kao politički nesvrstane zemlje. Kompanija je prodala svoja oklopna vozila u preko 20 zemalja Bliskog istoka i Afrike. Najveće tržište je bilo Bliski Istok, na kojem je Brazil prodao gotovo polovicu svojeg oružje od 1977. do 1988. godine. Velik dio oružja je prodan Iraku u Iračko-iranskom ratu u kojem je Engesa pružala garantiran pristup rezervnim dijelovima, sustav treniranja posada i održavanje (uključujući popravke na prvoj crti bojišta).
Sa završetkom rata i otkazivanja potpore Iraku, brazilska vojna industrija je propala kasnih 1980-ih i do sredine 1990-ih gotovo nestala. Početkom 1990., brazilska dva najveća proizvođača oružja, Engesa i Avibras su bankrotirali. Engesa je podijeljena, a neke od tvrtki u njezinu vlasništvu su prodane stranim ulagačima dok je one bitne za borbenu tehniku preuzela država i ukomponirala u Indústria de Material Bélico do Brasil (IMBEL ,hrv. Brazilska industrija ratnog oružja i opreme).

## Razvoj
Početkom 1980-ih Saudijska Arabija se pripremala za kupnju novog glavnog borbenog tenka s glavnim ciljem zamjene tadašnjih AMX-30 tenkova. Prvotno su htjeli njemački Leopard 2, koji se tek počeo isporučivati Bundeswehr-u zbog uspjeha koji je imao Leopard 1 u Njemačkoj i ostalim Europskim zemljama. No, njemačka vlada je odbila prodati oružje zemlji koja nije članica NATO-a. Tako je otvoreno novo tržište i Engesa je odlučila osvojiti ga. Na početku, Engesa je tražila partnera za projekt razvoja novog tenka, poglavito u njemačkoj. Nije uspjela zbog intervencije njemačke vlade čime su prekinuti bilo kakvi planovi za zajednički razvoj između Njemačke i Brazila.
Kako nije uspjela naći partnera u razvoju, Engesa je odlučila preuzeti rizik i uči u projekt sama. Ovo se kasnije pokazalo kao pre riskantna odluka. Kako je država sudjelovala u razvoju oružja, morale su se poštovati neke odredbe. Prva je bila da težina novog tenka ne smije premašivati 36 tona što je bila premala granica zato što su svi moderni tenkovi bili teški između 44,5 tona (T-72) i 62 tone (Challenger 1). Druga fizička odredba brazilske vojske je bila da tenk ne smije biti širi od 3,20 metara koji je bio postavljen zbog prilagodbe brazilskom željezničkom sustavu kojim bi se vozilo transportiralo.
Inženjeri Engesa su prihvatili drugo ograničenje, ali su zanemarili prvo i kao ciljanu težinu postavili 42 tone. Odlučeno je i kako će se za razvoj koristiti osnovno tijelo tenka i dvije različite kupole, kako bi bilo moguće postaviti dva različita glavna topa: 105 mm i 120 mm. Kao vrijeme realizacije prototipa je bilo postavljeno razdoblje od godine dana, stoga je tvrtka odlučila kako će ona dizajnirati tijelo, a kupola i top će biti prepušteni britanskoj kompaniji Vickers Defence Systems.
Prva kupola je bila konstruirana kako bi u nju stao britanski 105 mm L7 tenkovski top, koji je bio NATO standard za sve glavne borbene tenkove sve dok nije usvojen 120 mm L/44 Rheinmetall top s Leoparda 2. Britanski L7 je bio odličan izbor zato što su ga koristile mnoge države i za njega je bilo dostupno mnogo tipova streljiva. Sustav upravljanja paljbom je bio u potpunosti računalan, a sastojao se od laserskog daljinomjera i belgijskog periskopa LRS-5DNLC Olp, dok je zapovjedniku bio namijenjen LRS-%DN periskop. SUP i glavni top su bili u potpunosti stabilizirani.
Druga kupola je razvijena za saudijsku vojsku. U nju je trebalo ugraditi francuski 120 mm GIAT G1 glatkocijevni top. zato što su testovi pokazali da je britanski 120 mm L11 top imao veću trzajnu silu što 42 tonsko vozilo ne bi moglo izdržati. Njemački Rheinmetall 120 mm L/44 glatkocijevni top nije testiran zbog njemačke izvozne politike oružja u to vrijeme. Na obje kupole su bile montirane dvije strojnice, jedna 7,62 mm koaksijalno i jedna 12,7 mm na krov kupole.
U tijelo se htio ugraditi njemački MTU motor, ali njegova cijena je bila prevelika, pa je odabran MWM dizelski motor s 1000 KS uparen sa ZF LSG 3000 prijenosom. Kapacitet rezervoara za gorivo je bio 1354 litre. Oklop tenka je u potpunosti razvijen od strane tvrtke Engesa i bio je kombinacija aluminija, čelika, karbonskih vlakana i keramike. Pretpostavlja se da je taj oklop bio dostatna zaštita protiv svih HEAT projektila koji su postojali u to vrijeme.

## Propast projekta
Sredinom 1980-ih tvrtka nije uspjela naći kupca za svoj novi tenk. Unatoč najavi u kolovozu 1989. koju je dala vlada Saudijske Arabije da će kupiti 318 primjeraka Osoriosa (preimenovani u Al Fahd, što znači pustinjski lav), ugovor nikada nije potpisan. Nakon početka rata u Zaljevu, Brazil se više nije mogao nositi s američkom konkurencijom i performansama koje je pokazao M1A1 Abrams u tim borbama.

## Vanjske poveznice
|  | Zajednički poslužitelj ima stranicu o temi EE-T1 Osório    |
|  | Zajednički poslužitelj ima još gradiva o temi EE-T1 Osório |

- (en) - više o tenku na enemyforces.net  Arhivirana inačica izvorne stranice od 18. siječnja 2021. (Wayback Machine)